# Ljudmila Pavličenková
Ljudmila Pavličenková (rusky Людмила Михайловна Павличенко, rodným jménem Bělovová, rusky Людмила Белова; 12. července 1916 Bila Cerkva, Kyjevská gubernie, Ruské impérium – 27. října 1974 Moskva) byla nejúspěšnější sovětská odstřelovačka ruské národnosti.

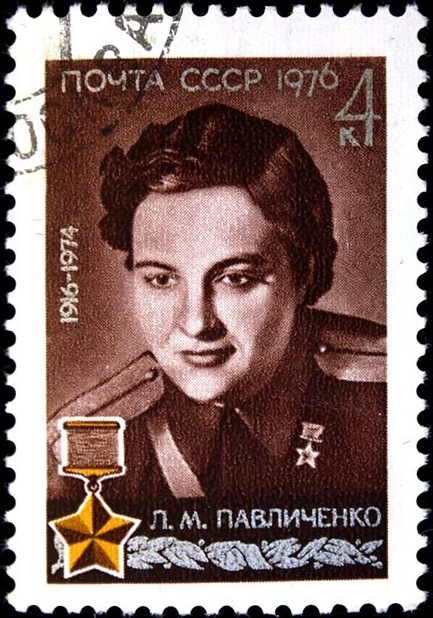
Poštovní známka vydaná na počest Ljudmily Pavličenkové v roce 1976

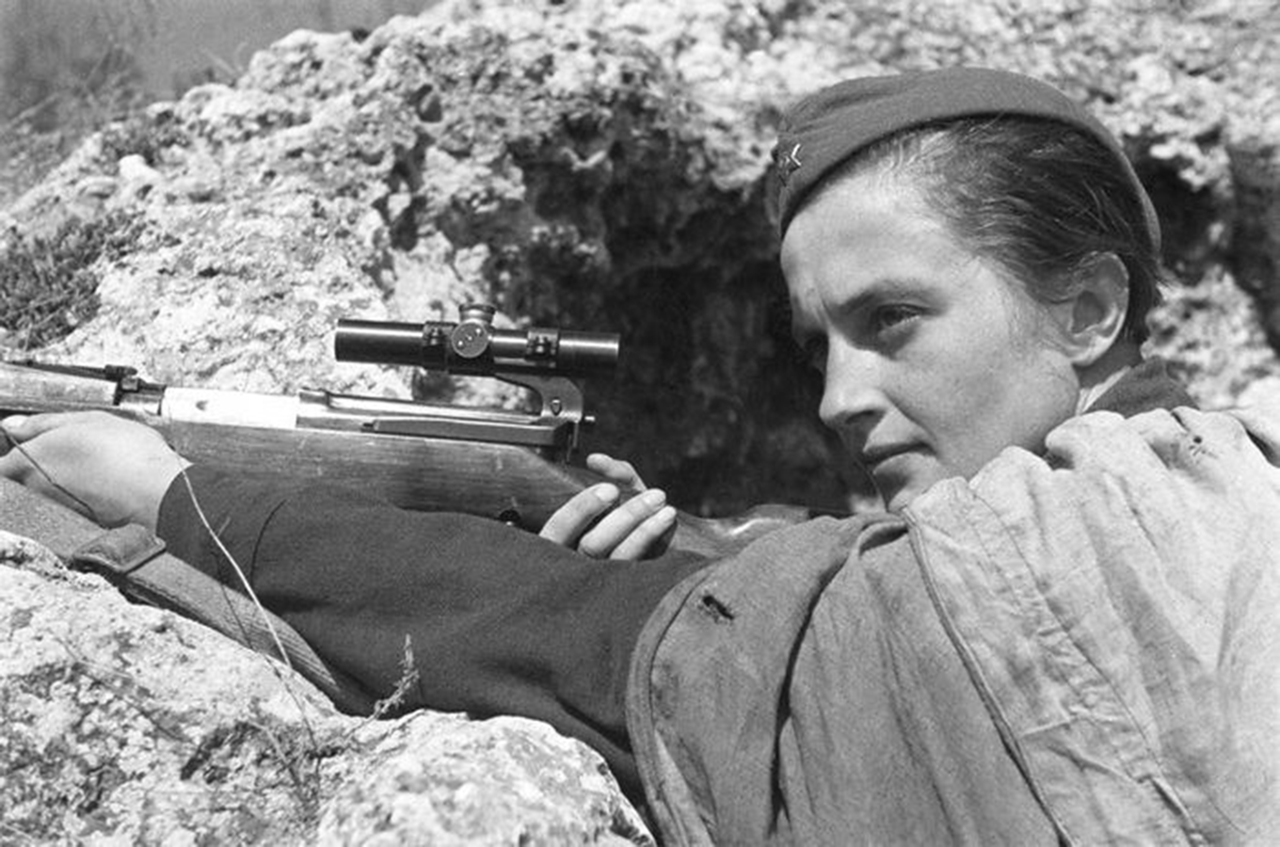
Izrail Abramovič Ozerskij: Ljudmila Pavličenková se zbraní v zákopu, 1942, časopis Směna, č. 12, 1942

## Před válkou
Největší část dětství prožila v rodné Bílé Cerkvi na Ukrajině v tehdejším SSSR, kam se její rodina přestěhovala z Petrohradu ještě v dobách carského Ruska.
V 15 letech otěhotněla a provdala se za Alexeje Pavličenka. Manželství se brzy rozpadlo. Otce Ljudmily přeložili do Kyjeva, kde poté Ljudmila pracovala jako dělnice v továrně Arsenal. Zde se zapsala do střeleckého kroužku Osoaviachimu (předchůdce Dobrovolné společnosti pro spolupráci s armádou, letectvem a námořnictvem DOSAAF). Ve střelbě z malorážky byla nejlepší ze všech a postoupila do kurzu pro odstřelovače, kde vynikla ve střelbě z pušky Tokarev. Po odchodu z továrny se zapsala v roce 1937 na fakultu historie Kyjevské univerzity. Prázdniny před posledním semestrem, ve kterém měla získat diplom, trávila u moře v Oděse. Tam ji 22. června 1941 zastihla zpráva o přepadení její vlasti nacisty.

## Dobrovolnice v Rudé armádě
Ljudmila se přihlásila na vojenské správě jako dobrovolnice do Rudé armády. Stala se příslušnicí 25. „Čapajevské“ divize, u které v letech občanské války sloužil její otec. Ten však v té době již nežil, a tak jediným člověkem, kterému velmi často psala, byla její matka v Bílé Cerkvi. Snajperskému „řemeslu“ se učila přímo v první linii. Jejím partnerem byl Leonid Kicenko (ukrajinsky Леонід Кіценко), se kterým se znala ještě z Kyjeva; na frontě podali zprávu o registraci svatby, Klicenko však v únoru 1942 podlehl smrtelnému zranění.
Jako instruktora jí přidělili zkušeného střelce Vasilije Kovtuna. V jeho doprovodu pak zastřelila u vsi Biljajivka (ukrajinsky Біляївка; rusky Беляевка) západně od Oděsy první dva Němce. Když v říjnu 1941 byla 25. divize po ukončení obrany Oděsy evakuována k Sevastopolu, měla na osobním kontě již 187 německých i rumunských vojáků a důstojníků. Na Mekenzijevských horách (ukrajinsky Мекензієві гори; rusky Меке́нзиевы го́ры) u Sevastopolu, které tvořily severní okraj obrany, se poprvé střetla s německým snajperským esem. Jejich souboj trval dva dny, ale trpělivost se Ljudě vyplatila. Z brašny mrtvého Němce se jí podařilo získat jeho zápisník se záznamy o zabití více než čtyř set francouzských, britských a sovětských vojáků. Seržantka Pavličenková však nevedla pouze snajperský způsob boje, zúčastnila se obrany v prvním sledu, odrážení nepřátelských protiútoků a také průzkumných misí. Při jedné z nich palbou z lehkého kulometu pobila desítku nepřátelských vojáků s důstojníkem. V květnu 1942 jí poblahopřál velitel Přímořské armády generál Petrov. Tehdy již podporučice Pavličenková byla instruktorkou nováčků a zaškolila jich několik desítek. Jako odstřelovačka měla 309 potvrzených zásahů, z toho bylo 36 nepřátelských odstřelovačů.

## Cesta po Západě - hvězda sovětské propagandy
V červnu 1942 byla počtvrté raněna, spolu s posledními obránci Sevastopolu evakuována a stala se hvězdou sovětské propagandy.
Po příjezdu na Malou zemi byla vybrána za členku delegace, pozvané Mezinárodním svazem studující mládeže k návštěvě Velké Británie, Spojených států a Kanady, která se uskutečnila v roce 1942. Přes severní Afriku odletěla do Londýna a navštívila Coventry, kde předala šek od sovětských občanů na obnovu tohoto těžce zkoušeného města. Ve Washingtonu, kde byla přijata prezidentem F. D. Rooseveltem a Eleanor Rooseveltovou, jako první občan SSSR vstoupila do Bílého domu. Absolvovala mnoho tiskových konferencí a mítinků, na kterých líčila Američanům útrapy, kterými prochází její vlast, ale i hrdinství sovětských občanů při její obraně. V New Yorku, kde promluvila ve velké hale k občanům města o potřebě otevření druhé fronty, zazpíval na její počest černošský zpěvák Paul Robeson. Při návštěvě Hollywoodu se setkala s Charlesem Chaplinem. Jen zde odložila svoji uniformu s distinkcemi nadporučíka a oblékla po letech opět civilní šaty, které jí darovala první dáma. Při návštěvě Toronta v Kanadě pak obdržela dva dárky – pušku Winchester s optickým hledím a pistoli Colt-semi automatic s vyrytým věnováním.
Po návratu do SSSR se kapitánka Pavličenková již na frontu nevrátila. Stala se instruktorkou ve škole pro snajperky nedaleko od Moskvy.
Roku 1943 byla povýšena na majorku.

## Po válce
Potřetí se provdala v roce 1945 za Konstantina Andrejeviče Ševeljova (rusky Шевелёв Константин Андреевич, 1906-1963). Téhož roku 1945 vstoupila do komunistické strany. Po válce obhájila svoji diplomovou práci na univerzitě a do roku 1953 sloužila v armádě jako vědecký pracovník při štábu námořnictva. Poté pracovala v Sovětském výboru válečných veteránů. Zúčastnila se konference Mezinárodní federace žen v Kodani.
V roce 1957 jí Eleanor Rooseveltová při své cestě po SSSR oplatila návštěvu. Počátkem 60. let navštívila Ljudmila Pavličenková země západní Afriky, které navštívila s delegací sovětské Asociace družby s národy Afriky.
Zemřela 27. října 1974, kdy v 58 letech podlehla náhlé mozkové příhodě.

## Vyznamenání
- Hrdina Sovětského svazu (25. října 1943)[1]
- 2× Leninův řád[1]

## Film
V roce 2015 byl dokončen životopisný film o Ljudmile Pavličenkové, pod názvem Bitva o Sevastopol (v originále Битва за Севастополь).